# Джерджевденска църква
Джерджевденската църква е раннохристиянска църква в град Якоруда, област Благоевград, България.

## История
Църквата е разкрита в едноименната местност при изграждане на храма „Свети Георги“ в 1997 – 1998 година. Националният исторически музей провежда разкопки, при които са разкрити зидове от олтара на антична църква, дебели 70 cm. Храмът представлява трикорабна едноапсидна базилика от края на V – началото на VI век. Размерите на храма са сравнително големи 12 х 24 m. Църквата, разрушена в голяма степен от реката, е била център на късноантичното и ранносредновековно селище, свързано със съседната крепост Калята. Източно от църквата е открит неголям некропол от 40 християнски погребения в 29 гроба, които позволяват да се датира селището и да се възстанови донякъде историята на средновековна Якоруда, разположена по долината на Якорщица чак до XVII век.